# Neohydatothrips
Neohydatothrips är ett släkte av insekter som beskrevs av Volker John 1929. Neohydatothrips ingår i familjen smaltripsar.

## Dottertaxa tillNeohydatothrips, i alfabetisk ordning[1][2]
- Neohydatothrips albus
- Neohydatothrips andrei
- Neohydatothrips annulipes
- Neohydatothrips apicalis
- Neohydatothrips baileyi
- Neohydatothrips baptisiae
- Neohydatothrips beachae
- Neohydatothrips catenatus
- Neohydatothrips chrysothamni
- Neohydatothrips collaris
- Neohydatothrips ctenogastris
- Neohydatothrips desertorum
- Neohydatothrips desmodianus
- Neohydatothrips ephedrae
- Neohydatothrips floridanus
- Neohydatothrips fraxinicola
- Neohydatothrips gracilicornis
- Neohydatothrips gracilipes
- Neohydatothrips interruptus
- Neohydatothrips langei
- Neohydatothrips moultoni
- Neohydatothrips nubilipennis
- Neohydatothrips opuntiae
- Neohydatothrips pedicellatus
- Neohydatothrips portoricensis
- Neohydatothrips pulchellus
- Neohydatothrips samayunkur
- Neohydatothrips sambuci
- Neohydatothrips sensilis
- Neohydatothrips setosus
- Neohydatothrips spiritus
- Neohydatothrips tiliae
- Neohydatothrips tissoti
- Neohydatothrips variabilis
- Neohydatothrips vicenarius
- Neohydatothrips zebra